# Rugby 9 en los Juegos del Pacífico 2019
El Rugby 9 en los Juegos del Pacífico 2019 se llevó a cabo del 8 al 9 de julio en el Apia Park de Samoa, con la novedad que se disputó por primera vez en la historia de los Juegos del Pacífico en la rama femenina.

## Torneo masculino

### Grupo A
| Pos. | Equipo             | Encuentros | Encuentros | Encuentros | Encuentros | Tantos  | Tantos    | Tantos     | Puntos |
| Pos. | Equipo             | jugados    | ganados    | empatados  | perdidos   | a favor | en contra | diferencia | Puntos |
| ---- | ------------------ | ---------- | ---------- | ---------- | ---------- | ------- | --------- | ---------- | ------ |
| 1    | Papúa Nueva Guinea | 2          | 2          | 0          | 0          | 20      | 4         | +16        | 4      |
| 2    | Samoa              | 2          | 1          | 0          | 1          | 22      | 22        | 0          | 2      |
| 3    | Fiyi               | 2          | 1          | 1          | 2          | 18      | 22        | -4         | 2      |
| 4    | Tonga              | 2          | 0          | 0          | 2          | 8       | 20        | -12        | 0      |

Nota: se otorgan 2 puntos al equipo que gane un partido, 1 al que empate y 0 al que pierda

### Grupo B
| Pos. | Equipo        | Encuentros | Encuentros | Encuentros | Encuentros | Tantos  | Tantos    | Tantos     | Puntos |
| Pos. | Equipo        | jugados    | ganados    | empatados  | perdidos   | a favor | en contra | diferencia | Puntos |
| ---- | ------------- | ---------- | ---------- | ---------- | ---------- | ------- | --------- | ---------- | ------ |
| 1    | Islas Cook    | 2          | 2          | 0          | 0          | 42      | 8         | +36        | 4      |
| 2    | Tokelau       | 2          | 1          | 0          | 1          | 12      | 26        | -14        | 2      |
| 3    | Islas Salomón | 2          | 0          | 0          | 2          | 8       | 28        | -20        | 0      |

Nota: se otorgan 2 puntos al equipo que gane un partido, 1 al que empate y 0 al que pierda

### Semifinal
| 9 de julio | Papúa Nueva Guinea | 12 - 0 | Tonga |  |  |

| 9 de julio | Fiyi | 18 - 8 | Samoa |  |  |

### Medalla de bronce
| 9 de julio | Tonga | 12 - 16 | Samoa |  |  |

### Medalla de oro
| 9 de julio | Papúa Nueva Guinea | 0 - 14 | Fiyi |  |  |

## Torneo femenino

### Grupo A
| Pos. | Equipo        | Encuentros | Encuentros | Encuentros | Encuentros | Tantos  | Tantos    | Tantos     | Puntos |
| Pos. | Equipo        | jugados    | ganados    | empatados  | perdidos   | a favor | en contra | diferencia | Puntos |
| ---- | ------------- | ---------- | ---------- | ---------- | ---------- | ------- | --------- | ---------- | ------ |
| 1    | Islas Cook    | 2          | 2          | 0          | 0          | 54      | 12        | +42        | 4      |
| 2    | Samoa         | 2          | 1          | 0          | 1          | 50      | 20        | +30        | 2      |
| 3    | Islas Salomón | 2          | 0          | 0          | 2          | 4       | 76        | -72        | 0      |

Nota: se otorgan 2 puntos al equipo que gane un partido, 1 al que empate y 0 al que pierda

### Grupo B
| Pos. | Equipo             | Encuentros | Encuentros | Encuentros | Encuentros | Tantos  | Tantos    | Tantos     | Puntos |
| Pos. | Equipo             | jugados    | ganados    | empatados  | perdidos   | a favor | en contra | diferencia | Puntos |
| ---- | ------------------ | ---------- | ---------- | ---------- | ---------- | ------- | --------- | ---------- | ------ |
| 1    | Fiyi               | 2          | 2          | 0          | 0          | 34      | 8         | +26        | 4      |
| 2    | Papúa Nueva Guinea | 2          | 1          | 0          | 1          | 18      | 20        | -2         | 2      |
| 3    | Niue               | 2          | 0          | 0          | 2          | 4       | 28        | -24        | 0      |

Nota: se otorgan 2 puntos al equipo que gane un partido, 1 al que empate y 0 al que pierda

### Semifinal
| 9 de julio | Papúa Nueva Guinea | 14 - 8 | Islas Cook |  |  |

| 9 de julio | Fiyi | 12 - 4 | Samoa |  |  |

### Medalla de bronce
| 9 de julio | Islas Cook | 24 - 10 | Samoa |  |  |

### Medalla de oro
| 9 de julio | Papúa Nueva Guinea | 14 - 16 | Fiyi |  |  |

## Medallistas
| Evento    | Oro | Plata | Bronce | Ref   |
| --------- | --- | --- | --- | ----- |
| Masculino | Fiyi Vereti Bukavesi Maikeli Dakuitoga Anisito Komai Penaia Leveleve Kabati Matanakilagi Luke Nadurutalo Rupeni Naikawakawa Maikeli Peters Rusiate Ratu Josua Roko Eparama Rubuni Penioni Tagituimua Taniela Tamanivalu Apakuki Tavodi Wame Turaganivalu | Papúa Nueva Guinea Maya Clarke Sailas Gahuna Jah Hogen Rex Kaupa Joel Kee Eliakim Lukura Moses Okapila Mega Pali Bill Paul Solomon Pokare John Ragi Jr. Abel Rambi John Stanley Sani Wabo Messech Wallen | Samoa Arthur Brown Tulolo Tulolo Faafou Amate Faafouina Loau Tafeaga Silver Jesse Matafeo David Tavita-Faiai Iosua Afoa Paul Chang-Tung Larry Sam Yung Arnord Meredith Luaao Toala Tanielu Pasene Faresa Timo-Perenise Lolesio Niumata | [ 6 ] |
| Femenino  | Fiyi Wainikiti Deku Alisi Komaitai Luisa Kunadua Ateca Leiyamo Merewairita Nai Losena Qiolevu Roela Radiniyavuni Ro Lice Ratumaitavuki Sereima Rauqe Timaima Ravisa Jennifer Ravutia Asena Rokomarama Vilisi Vakaloloma Limaina Wai Senimelia Waqa       | Papúa Nueva Guinea Elsie Albert Catherine Anjo Heather Ario Lynel Aua Carol Francis Shirley Joe Janet Johns Roswita Kapo Joan Kuman Lancy Laki Lydia Luke Ray Rambi Winnie Steven Joyce Waula Vero Waula | Islas Cook | [ 7 ] |

## Medallero
| # | País               | Medalla de oro | Medalla de plata | Medalla de bronce | Total |
| - | ------------------ | -------------- | ---------------- | ----------------- | ----- |
| 1 | Fiyi               | 2              | 0                | 0                 | 2     |
| 2 | Papúa Nueva Guinea | 0              | 2                | 0                 | 2     |
| 3 | Islas Cook         | 0              | 0                | 1                 | 1     |
| 3 | Samoa              | 0              | 0                | 1                 | 1     |